# Vulturești (okręg Aluta)
Vulturești – wieś w Rumunii, w okręgu Aluta, w gminie Vulturești. W 2011 roku liczyła 789 mieszkańców. 